# 金永
金永（？—？），字道坚，浙江杭县人，清末民初政治人物。

## 生平
1914年3月，袁世凱派金永出任山西省內務司司長。同年5月25日，他升任山西巡按使，负责山西全境治安与监控阎锡山。袁世凯称帝前夕，阎錫山僅掌握軍隊一个旅及二个獨立團，金永则掌握了警備隊十一个營，足以制约阎锡山。袁世凯称帝失敗后，1916年7月，金永被阎錫山驅走。